# باشگاه جوی لاک
«باشگاه جوی لاک» (انگلیسی: The Joy Luck Club) یک کتاب از ایمی تن است.